# アメリカ・テレビシオン (ペルー)
アメリカ・テレビシオン（América Televisión）は、ペルーのテレビネットワークである。 1958年に開始され、 ペルーのテレビに次いで2番目に古いチャンネルである。また、同時に国内初の商業チャンネルでもある。  
El Comercioの新聞社が70％、LaRepúblicaが残りの30％で構成されているPlural TV Groupに属している。  
1996年以来（2001年1月から2003年12月までは休止）、全国レベルで最大の視聴者数を誇るテレビ局である。  
放送本部の所在地はリマ市のJr.モンテロ・ロサス（リマ地区、ジャーナリスティック・エリア）にあり、2016年6月からはパチャカマック（Pachacámac）地区にもある。  

## 歴史

### 初年
AméricaTelevisiónの起源は1942年に遡り、民間資本の最初の無線ネットワークであるCompañíaPeruana deRadiodifusión、SAの所有者はJoséBolívar、JorgeKarković、Antonio Umbertからである。鎖を象徴して、ラジオリマ、ラジオアメリカ 、ラジオカヤオ、 ラジオフローレス 、ラジオGoicochea、ラジオDelcar、ユニバーサルラジオ、 アレキパラジオコンチネンタル 、ワンカヨラジオ、ラジオラジオワヌコとクスコ（全てが消滅）が集結し形成された。当時のモットーは、南太平洋沿岸で最も強力なラジオ組織で、 ネットワークの主要ステーションは、ラジオリマとラジオアメリカであった。 

## HD信号

2016年から2018年に使用されたHD信号のロゴ

## 簡単な技術年表

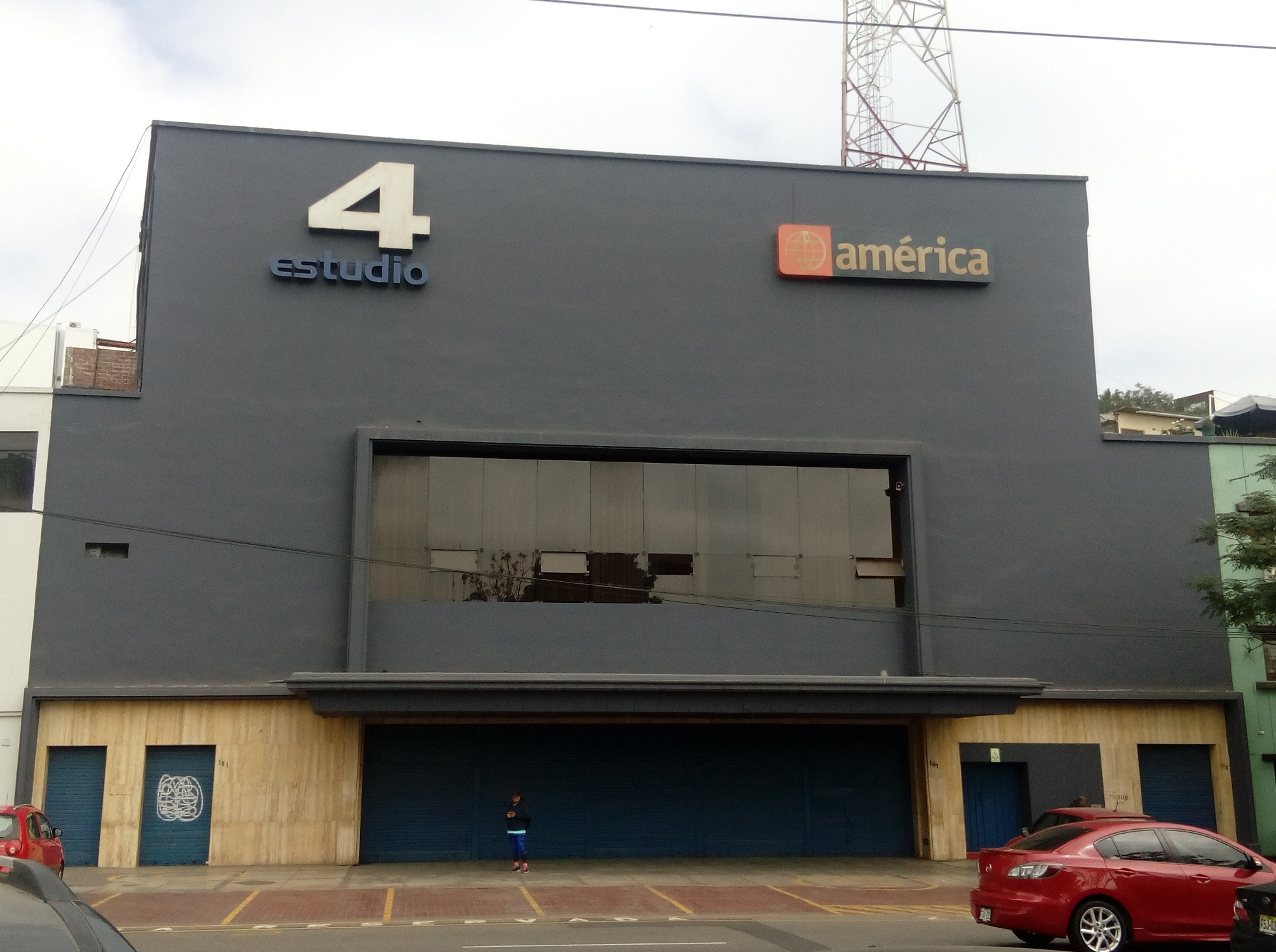
バランコにあるAmericaTelevisiónの「Estudio 4」の外観。

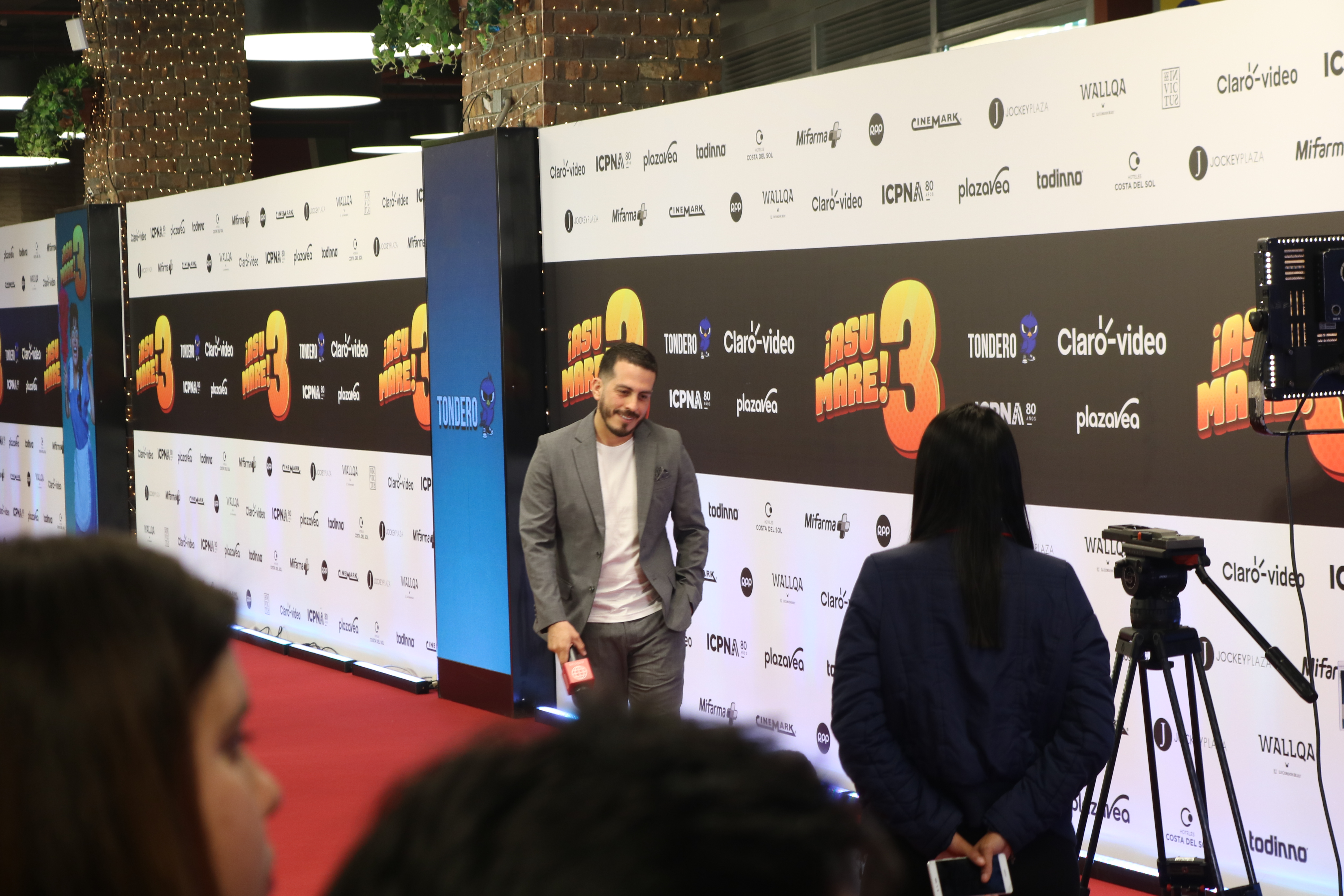
映画の初演中の特派員¡ 2018年。

## 運営

### 所有者
- ニカノール・ゴンサレスとアントニオ・ウンベルト（1958 - 1974）
- テレセンター（国有財産）（1974 - 1980）
- ニカノール・ゴンサレスとアントニオ・ウンベルト（子供）（1980 - 1991）
- 経営管理公社（投資ファンド管理者）（1989 - 1993）
- Televisa （1993 - 1994）
- PeruvisiónSA（Crousillatファミリー所有）（1994 - 2002）
- 債権者委員会（2002 - 2003）
- 複数のテレビ （70％のEl Comercioと30％のLaRepúblicaで構成）（2003年以降）

## プログラム
AméricaTelevisiónは、国内および国際的な番組を放送しています。 

## ロゴ

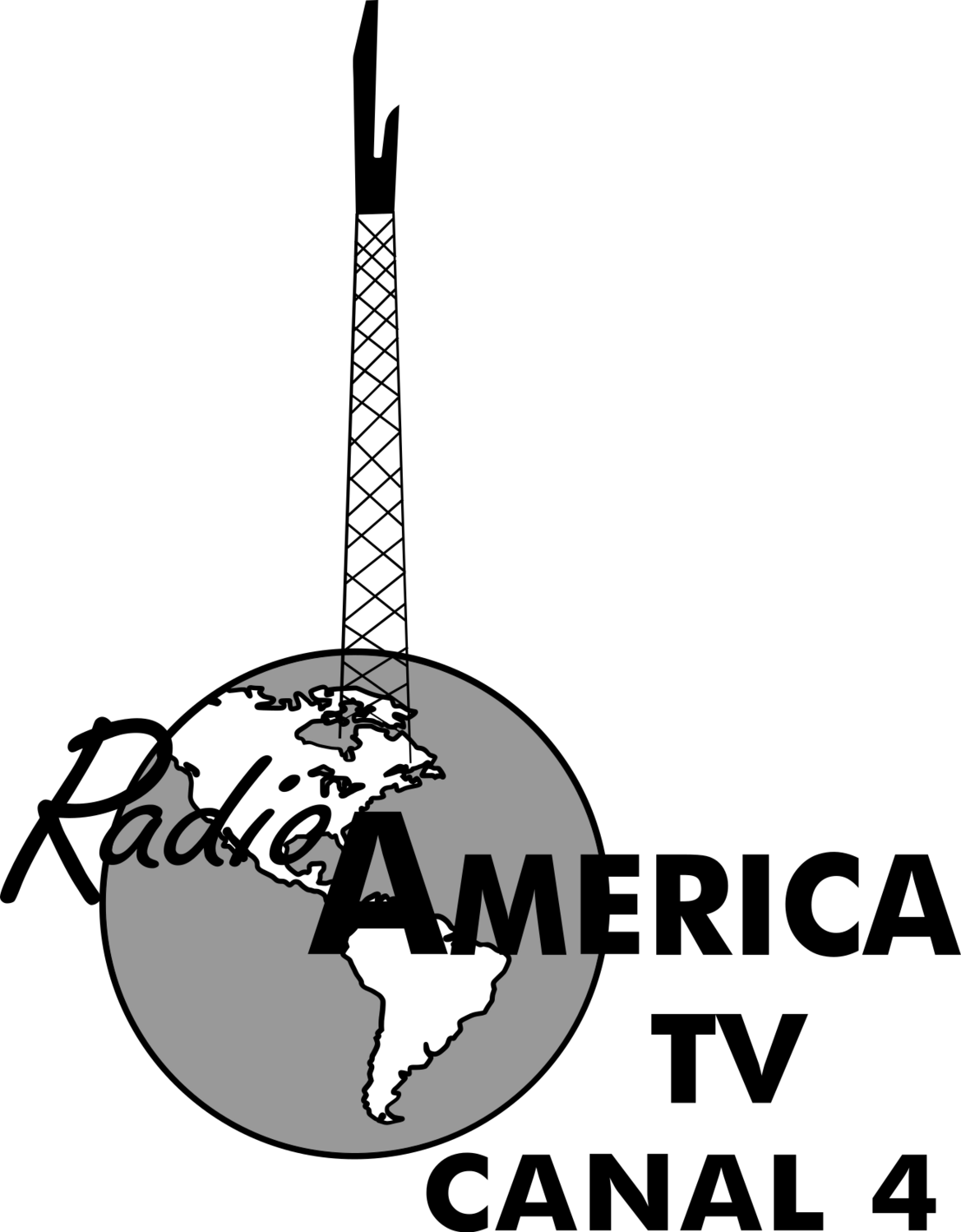
1958-1964
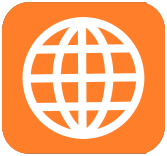
2003-2016（二次）
2003-2016（ DTTの SD信号）
2016年6月6日から

## 放送局

### 現在のスピーカー
- マリオ・ヒメネス（1993年以降）
- ジュニアバスケス（1993年以降）
- ソニア・トレホン（プレス、1986年以来）

### 前のスピーカー
- ヘンリー・ヴェネガス（1994-2000）
- ホセ・カルロス・セルバン（1970-1994）
- ビクター・ドンゴ（1964-1994）
- アルトゥーロポマール（1958-1989）
- ダイアナ・ガルシア （1980-1994）
- アルベルト・キュヤ・リベラ（1980-1994）
- ルイス・アンヘル・ピナスコ （1970-1994）

## チャンネルの論争と批判

### 内容
AméricaTelevisiónは、近年、ジャンクテレビとして知られているグリルでのプログラミングに対する批評家の目で見られた。このチャンネルは、物議を醸すコンピテンシープログラム（This is War）である番組を放送しており2015年2月、ジャンクテレビに対する行進が開催された。抗議者が石を投げ、サンタビアトリス本部の1つを壊した。 